# Peter Ramers
Peter Ramers CSSp (* 2. Juli 1954 in Iserlohn) ist ein deutscher Ordenspriester (Spiritaner), römisch-katholischer Theologe und Religionswissenschaftler.

## Leben
Peter Ramers ist seit 1974 Mitglied der Missionsgesellschaft vom Heiligen Geist (Spiritaner). Er studierte Philosophie und Theologie an der Philosophisch-Theologischen Hochschule SVD St. Augustin der Steyler Missionare. Das Lizenziat für Missionstheologie erwarb er am Päpstlichen Athenaeum Sant’Anselmo, der internationalen Hochschule des Benediktinerordens  in Rom. Ab 1986 absolvierte er sein Doktoratsstudium in vergleichender Religionswissenschaft, Indologie, Tibetologie, Mongolistik und Mandschuristik an der Universität Bonn.
Er wurde 1995 in Bonn zum Dr. phil. promoviert. Seit 1996 lehrte er an der Philosophisch-Theologischen Hochschule der Steyler Missionare in Sankt Augustin als Lektor, Dozent (1998) und seit 2001 Professor für Religionswissenschaft, Religionsphilosophie und Geschichte der Philosophie. Ab 2004 war er Prorektor seiner Hochschule.
Im Oktober 2018 wurde er zum Rektor der Philosophisch-Theologischen Hochschule SVD ernannt. Ramers war der erste Rektor der Hochschule Sankt Augustin, der nicht den Steyler Missionaren angehörte. In seiner Amtszeit wurde der Wechsel der Trägerschaft der Hochschule zum Erzbistum Köln vorbereitet. Ramers wurde zum Beginn des Wintersemesters 2019/20 von Christoph Ohly abgelöst, der diesen Prozess vollenden soll. Treibende Kraft hinter seiner mit den Hochschulgremien nicht abgestimmten Absetzung war der Kölner Kardinal Rainer Maria Woelki, der den Wechsel begrüßte und Beobachtern zufolge nach dem Weggang der Steyler Missionare eine eng an die kirchenpolitische Linie des Erzbistums angelehnte Neuausrichtung der Hochschule plant. Nachdem Ramers unmittelbar nach dem Verlust des Rektorenamtes zunächst noch davon ausging, auch unter neuer Trägerschaft als Professor an der Hochschule bleiben zu können, wurde sein Name nach der endgültigen Übernahme der Einrichtung durch das Erzbistum Köln im Februar 2020 auch aus der Liste der aktuellen und ehemaligen Lehrenden gestrichen.
Ramers’ Forschungsschwerpunkte sind interkulturelle Philosophie, Buddhologie, koinobitische und eremitische Lebensformen in den Weltreligionen, Martin Heideggers Beziehung zu Asien und Goethes Verhältnis zur Religion. Im interkulturellen und interreligiösen Verhältnis tritt er für einen „Dialog der Spiritualitäten“ ein, der in „heiligem  Wettstreit“ von gegenseitiger Wertschätzung und Achtung geprägt sein müsse und in dem auf katholischer Seite den Ordensgemeinschaften eine prophetische Vorreiterrolle zukomme.
Ramers war von 1999 bis 2004 Mitglied des Editorial Office der sinologischen Zeitschrift Monumenta Serica, die vom Monumenta Serica Institute in Sankt Augustin herausgegeben wird. Er ist zusammen mit Petrus Bsteh, Brigitte Proksch und Hans Waldenfels SJ Mitherausgeber der Buchreihe Spiritualität im Dialog beim LIT-Verlag und Mitarbeiter des Wiener Forums für Weltreligionen für interreligiösen Dialog und interreligiöse Zusammenarbeit, in dessen Zeitschrift Religionen unterwegs er regelmäßig veröffentlicht.
Ab dem Sommersemester 2021 ist Ramers als Honorarprofessor für Religionswissenschaft und Interkulturelle Philosophie an der Philosophisch-Theologischen Hochschule Vallendar im Bistum Trier engagiert, der Ordenshochschule der Pallottiner, die im Dezember 2021 in Vinzenz Pallotti University umbenannt wurde.

## Schriften (Auswahl)
- Die „Drei Kapitel über die Sittlichkeit im Śrāmaṇyaphala-Sūtra“. Die Fassungen des Dīghanikāya und Saṃghabhedavastu, verglichen mit dem Tibetischen und Mongolischen. Einführung, Text, Übersetzung, Kommentar. Bonn 1996, OCLC 613526875 (Dissertation, Bonn 1995).
- Peter Ramers: Svastika. In: Walter Kasper (Hrsg.): Lexikon für Theologie und Kirche. 3. Auflage. Band 9. Herder, Freiburg im Breisgau 2000, Sp. 1148.
- Ordensleben im frühen Buddhismus und die Frage nach der Vergleichbarkeit von christlichem und buddhistischem Ordensleben (PDF; 97 kB). In: Ordenskorrespondenz 58 (2017), Heft 2, S. 155–164.